# Papagaio-do-mangue
Amazona amazonica, popularmente conhecido como curica, papagaio-do-mangue,, papagaio-d'asa-laranja ou papagaio-curica (Amazona amazonica) é uma espécie de ave da família Psittacidae. É também conhecido por outros nomes, como aiurucatinga, ajurucatinga, ajurucuruca, papagaio-poaieiro, kuritzaká, curau, papagaio-grego, curuca e encontros-verdes.

## Etimologia
"Aiurucatinga" e "ajurucatinga" vêm da contração dos termos tupis ayuru, aka ("ponta") e tinga ("branco"). "Ajurucuruca" vem do tupi ayuruku ruka, "papagaio resmungador".

## Distribuição
Pode ser encontrado na Colômbia, Venezuela, Equador, Peru, Brasil, Paraguai, Bolívia, Suriname, Guiana, Guiana Francesa e Trindade e Tobago. Estabeleceu-se como assilvestrado em Miami, Flórida, onde está se tornando comum, e também foram relatadas uma colônia em Londres e uma população reprodutora em Porto Rico. No Brasil, a espécie pode ser encontrada em todas as regiões exceto na Região Sul, onde aparece apenas no norte do Paraná. Seu hábitat natural são as selvas tropicais e os limites florestais, além de zonas abertas com algumas árvores.

## Taxonomia
Existem duas subespécies:
- A. a. amazonica, encontrada na América do Sul continental;
- A. a. tobagensis, encontrada apenas em Trindade e Tobago, é uma subespécie maior que a nominal e tem mais laranja na asa.

## Descrição
O papagaio-do-mangue é um papagaio principalmente verde que mede 33 cm de comprimento e pesa cerca de 340 g. A espécie possui penas amarelas e azuis em sua cabeça que variam em extensão de indivíduo para indivíduo. O bico tem a base amarelada e o resto é parcialmente cinza ou cinza-escuro. Possui penas laranja nas asas e na cauda, que podem ser vistas durante o voo. O macho e a fêmea são idênticos externamente.

## Comportamento
O papagaio-do-mangue é uma espécie barulhenta e sua vocalização consiste em gritos agudos. Alimenta-se de sementes e frutas, incluindo o fruto de palmeiras e algumas vezes cacau. Pousa frequentemente em palmeiras e outras árvores, e grandes bandos podem ser vistos pousados ao amanhecer e no anoitecer.
A espécie nidifica em buracos em árvores. São postos três ou quatro ovos brancos, que são incubados pela fêmea por cerca de 26 dias, e os filhotes deixam o ninho com aproximadamente 60 dias de vida.

## Conservação
Mesmo sendo comum, é perseguido como uma praga para a agricultura e é capturado para o mercado de aves (mais de 66 mil entre 1981 e 1985). A espécie também é caçada como fonte de carne. É uma espécie mansa, popular entre os criadores de aves.

## Em Portugal
Foi em tempos um dos papagaios mais acessíveis em Portugal devido às maciças importações. Com o fim das mesmas, tornou-se mais raro, já que, tanto em termos de colorido como de capacidade de fala, a maioria dos criadores prefere outras espécies do gênero Amazona. Em Portugal, é normalmente conhecido pelo seu nome científico.